# Hammatolobium kremerianum
Hammatolobium kremerianum là một loài thực vật có hoa trong họ Đậu. Loài này được (Coss.) C.Mueller miêu tả khoa học đầu tiên.